# Ad libitum (muziek)
De muziekterm ad libitum of afgekort: ad lib. (uit het Latijn: 'naar believen') geeft in de partituur aan dat een bepaalde passage vrij gespeeld kan worden. 
Ad libitum wordt in diverse situaties door de componist voorgeschreven:
- In een solocadens;
- Wanneer een uitvoerende vrij is in de uitvoering van bijvoorbeeld versieringen;
- Wanneer er een ossia gebruikt wordt, waarbij de uitvoerende kan kiezen uit diverse speelopties;
- Wanneer er naar believen een deel of plek in de compositie kan worden weggelaten (bijvoorbeeld in de begeleiding of in geval van een 'coupure');
- Wanneer een passage naar believen herhaald kan worden;
- Wanneer de uitvoerende vrij is in het te kiezen tempo of in de keuze van de mate van rubato of dynamiek;
- Wanneer de uitvoerende een improvisatie mag spelen;
- Wanneer de uitvoerende vrij is in het te bespelen instrument, of in het al dan niet toevoegen van een begeleidend instrument (bijvoorbeeld bij een stuk voor koor dat ad libitum a capella of met begeleiding van orgel of piano kan worden uitgevoerd);
- Wanneer een pianist vrij is in het al dan niet gebruiken van één der pedalen.

Ook de Italiaanse termen 'a bene placito' of 'a piacere' en de Franse term 'a volonté' komen in dit verband voor en hebben een vergelijkbare betekenis.
Dikwijls gaat een ad libitum in de solopartij gepaard met de term "segue" (It. voor: 'volgen') in de begeleiding. Dit houdt in dat de begeleider de vrijheden van de solist dient te volgen.
Het tegenovergestelde is obligaat, een partij die voor het geheel niet weggelaten kan worden.

## Lichte muziek
In de popmuziek wordt met adlibs geduid op de (vrije) versieringen rond de oorspronkelijke melodie (of rap). In de jazz wordt met een adlib vaak geduid op een moment van vrije improvisatie van een solist tijdens een break, intro of coda (terwijl de andere instrumentalisten niet spelen).